# 高石ミニパーキングエリア
高石ミニパーキングエリア（たかいしミニパーキングエリア）は、かつて大阪府高石市にあった阪神高速道路4号湾岸線のミニパーキングエリア。大阪市内・神戸方面のみ利用可能であった。
湾岸線開通当初は近隣にパーキングエリアがなかったため、わずかな敷地で最小限度の設備を有したミニパーキングエリアの設置により休憩場所を確保した。高石本線料金所に併設する形で暫定的に設置されていたが、泉大津PAの完成に伴い1996年に廃止された。

## 道路
- 阪神高速4号湾岸線

## 施設

### 上り線（大阪市内・神戸方面）
- 駐車場
- トイレ
  - 身障者用有
- 公衆電話

## 隣
ミニPA廃止時点
阪神高速4号湾岸線
(4-09) 浜寺出入口 - 高石TB/ミニPA（北行のみ） - (4-10) 高石出入口